# Liste der Naturschutzgebiete in der Stadt Memmingen
In der Stadt Memmingen gibt es ein Naturschutzgebiet.
| Name                          | Bild | Kennung                  | Einzelheiten | Position | Fläche Hektar | Datum |
| ----------------------------- | ---- | ------------------------ | --- | -------- | ------------- | ----- |
| Benninger Ried                |      | NSG-00086.01 WDPA: 81384 | Benningen Letzter flächiger Kalkquellsumpf des nördlichen Alpenvorlands knapp vor dem Moränengürtel. Memmingen 0,04 ha, LK Unterallgäu 21,29 ha | ⊙        | 21,33         | 1992  |
| Legende für Naturschutzgebiet |      |                          | |          |               |       |